# .bg
.bg este un domeniu de internet de nivel superior, pentru Bulgaria (ccTLD).